# 港區 (東京都)
港區（日语：／ Minato ku */?）是日本東京都23個特別區之一，位於東京都心東南方、緊鄰東京灣，以聚集諸多外国大使館、国际氣氛濃厚著稱。區內較著名的商圈，包括聚集眾多企業的赤坂、新橋、濱松町等商務街，外國觀光客與酒吧雲集的六本木，高級住宅區的麻布和白金台，高級商店街的青山，新興觀光區台場、以及進入2002年以來逐步開發完成的三個大型複合開發區——六本木新城、東京中城、以及汐留SIO-SITE。東京地標之一的東京鐵塔亦位於區内。

## 概要

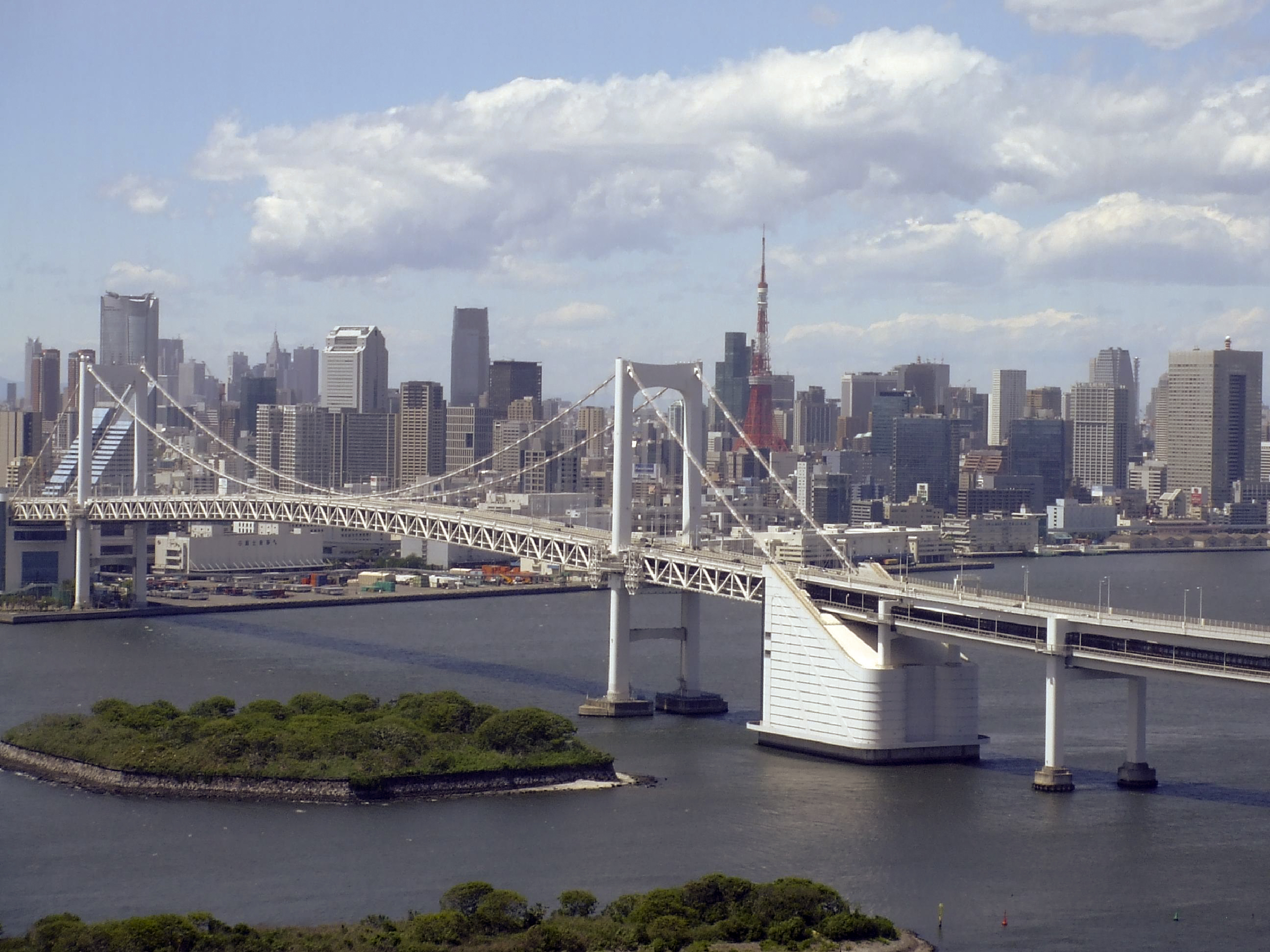
彩虹大橋與港區

港區成立於1947年，由舊芝區、舊麻布區、舊赤坂區三區合併而成。位於東京23區的中央偏南位置，港區擁有眾多企業總部，是日本企業的中心之一。重要的辦公商區包括虎之門、新橋、芝，這些地區經濟活動頻繁。青山、赤坂等商業地區，六本木等娛樂區，麻布、白金台等住宅區，以及汐留、台場等大型開發區域，展現了港區多樣的面貌。東宮御所、迎賓館（赤坂離宮）以及芝公園、白金台的國立科學博物館附屬自然教育園等綠地為港區增添豐富的自然環境。由於大量外國大使館和外資企業的聚集，這裡的外國人居住者比例高達10%。港區麻布台hills是一個長達30年的都市更新計劃，於2019年8月開始動工，並於2023年11月在都心中央誕生為新的街區。這個計劃位於另外一個「Hills」附近，介於「文化都心・六本木hills」和「Global Business Center 虎門hills」之間，占地約8.1公頃，綠化面積約24,000平方米，包括一個約6,000平方米的中央廣場。總建築面積約861,700平方米，辦公室總出租面積為214,500平方米，住宅單位約1,400戶，「森JP tower」的高度約330米，就業人數約20,000人，居住人數約3,500人，年間來訪者約3,000萬人，其規模和影響力與「六本木hilss」相當。港區麻布台hills重新代表了「都市中的都市」的理念，是將過去所有hills經驗融入的「港區hills的未來形態」。

## 人口
| 港區人口分布圖 |                                             |  |
| 港區與日本全國年齡別人口分布比較圖 （2005年資料） | 港區的年齡、男女別人口分布圖 （2005年資料） |  |
| ■紫色是港區 ■綠色是全国 | ■藍色是男性 ■紅色是女性                     |  |
| 港區人口變化 \| 1970年 \| 223,978人 \| \| \| 1975年 \| 209,492人 \| \| \| 1980年 \| 201,257人 \| \| \| 1985年 \| 194,591人 \| \| \| 1990年 \| 158,499人 \| \| \| 1995年 \| 144,885人 \| \| \| 2000年 \| 159,398人 \| \| \| 2005年 \| 185,861人 \| \| \| 2010年 \| 205,131人 \| \| \| 2015年 \| 243,283人 \| \| \| 2020年 \| 260,486人 \| \| |                                             |  |
| 資料來源：日本總務省統計中心提供之人口普查數據 |                                             |  |
| 1970年 | 223,978人                                   |  |
| 1975年 | 209,492人                                   |  |
| 1980年 | 201,257人                                   |  |
| 1985年 | 194,591人                                   |  |
| 1990年 | 158,499人                                   |  |
| 1995年 | 144,885人                                   |  |
| 2000年 | 159,398人                                   |  |
| 2005年 | 185,861人                                   |  |
| 2010年 | 205,131人                                   |  |
| 2015年 | 243,283人                                   |  |
| 2020年 | 260,486人                                   |  |

### 日夜人口差距
2005年，夜間人口（居住者）為185,732人，白天區外通勤者與學生加上在區內活動的居住者總數高達908,940人，為夜間人口的4.894倍（東京都編集『東京都の昼間人口2005』平成20年發行）。

## 地理

### 測量
- 日本經緯度原點

### 區内的坂

#### 芝地區
- 安全寺坂
- 伊皿子坂
- 江戶見坂

- 桂坂
- 魚籃坂
- 桑原坂

- 柘榴坂
- 三光坂
- 潮見坂

- 蜀江坂
- 神明坂
- 綱坂

- 綱之手引坂
- 天神坂
- 永井坂

- 日東坂
- 聖坂
- 日向坂

- 日吉坂
- 蛇坂
- 洞坂

- 名光坂
- 明治坂
- 幽靈坂

#### 麻布地區
- 青木坂
- 市三坂
- 一本松坂
- 芋洗坂
- 植木坂

- 牛坂
- 饂飩坂
- 榎坂
- 大橫丁坂
- 御組坂

- 於多福坂
- 霞坂
- 土器坂
- 雁木坂
- 木下坂

- 暗闇坂
- 笄坂
- 紺屋坂
- 七面坂
- 新坂

- 新富士見坂
- 絕江坂
- 仙台坂
- 大黑坂
- 狸坂

- 丹波谷坂
- 鐵砲坂
- 道源寺坂
- 鳥居坂
- 永坂

- 雪崩坂
- 南部坂
- 鼠坂
- 北條坂
- 堀田坂

- 狸穴坂
- 藥園坂
- 奴坂
- 行合坂
- 寄席坂

#### 赤坂地區
- 安鎮坂
- 稻荷坂
- 牛鳴坂

- 榎坂
- 圓通寺坂
- 紀伊國坂

- 九郎九坂
- 轉坂
- 櫻坂

- 鮫橋坂
- 三分坂
- 新坂

- 丹後坂
- 彈正坂
- 南部坂

- 乃木坂
- 冰川坂
- 檜坂

- 本冰川坂
- 藥研坂
- 靈南坂

## 歷史

### 沿革
1947年（昭和22年）3月15日，當時的芝區、麻布區、赤坂區合併成立港区。各町名冠上舊區區名（例如，舊赤坂區一木町→港區赤坂一木町、元赤坂町、本芝等部分地區除外）。隨後實施住居表示，僅剩舊麻布區2町仍維持此命名方式。
命名方法相似的區域。→ 神田、日本橋地區

### 地名由來
3區合併時，各區官員提出區名案進行審議，其中一案表示「今後我國的發展為振興貿易，也就是東京港的整合」，因此「東港區（とうこうく）」成為候選，又因「東京都東港區」出現兩次「東」字，決議去除改成「港區」。

### 重大事件
- 麻布住吉會幹部射殺事件（日语：麻布住吉会幹部射殺事件）
- 台場菲律賓人分屍殺人事件（日语：お台場フィリピン人バラバラ殺人事件）
- 新橋跟蹤狂殺人事件（日语：新橋ストーカー殺人事件）
- 第一飯店殺人事件（日语：第一ホテル殺人事件）
- 永山則夫連續射殺事件（日语：永山則夫連続射殺事件）
- 村井秀夫刺殺事件（日语：村井秀夫刺殺事件）
- 氰化可樂無差別殺人事件（日语：青酸コーラ無差別殺人事件）
- 三井物產爆破事件（日语：三井物産爆破事件）
- 11代目市川海老藏暴行事件（日语：11代目市川海老蔵暴行事件）

## 區政
區長
- 清家愛（第一任）
- 任期 : 2024年6月28日 -

區議會
- 席次 : 34人
- 任期 : 2011年5月1日 - 2015年4月30日

黨派組成
| 黨派名         | 席次 |
| -------------- | ---- |
| 自民黨議員團   | 11   |
| 公明黨議員團   | 6    |
| 港區政策俱樂部 | 5    |
| 共産黨議員團   | 4    |
| 眾人之黨       | 4    |
| 一人之聲       | 4    |

## 國政、都政

### 眾議院議員
港區、新宿區、千代田區同屬東京都第1區。
- 選出議員：海江田萬里（立憲民主黨）

### 東京都議會議員
港区為單獨選區，席次兩席。
- 選出議員
  - 来代勝彦（自由民主黨）
  - 大塚隆朗（民主黨）

## 地域
- 赤坂
- 麻布十番
- 麻布台
- 麻布永坂町
- 麻布狸穴町
- 愛宕

- 海岸
- 北青山
- 港南
- 芝
- 芝浦
- 芝公園

- 芝大門
- 白金
- 白金台
- 新橋
- 台場
- 高輪

- 虎之門
- 西麻布
- 西新橋
- 濱松町
- 東麻布
- 東新橋

- 三田
- 南青山
- 南麻布
- 元赤坂
- 元麻布
- 六本木

### 官公廳
- 外務省飯倉公館
  - 外務省外交史料館
- 厚生勞動省
  - 中央勞動委員會
  - 東京勞動局
- 麻布税務署
- 品川税務署（港区不在管轄範圍）
- 芝税務署
- 東京税關芝浦出張所
- 東京入國管理局

### 外國駐日機構

#### 駐日大使館或代表处
- 冰島大使館（日语：駐日アイスランド大使館）
- 美國大使館
- 阿根廷大使館
- 義大利大使館
- 伊拉克大使館（日语：駐日イラク大使館）
- 伊朗大使館
- 烏克蘭大使館
- 烏拉圭大使館
- 厄瓜多大使館
- 衣索比亞大使館（日语：駐日エチオピア大使館）
- 厄利垂亞大使館
- 薩爾瓦多大使館
- 澳大利亞大使館（英语：駐日オーストラリア大使館）
- 奧地利大使館
- 荷蘭大使館
- 迦納大使館
- 哈薩克大使館
- 卡達大使館
- 加拿大大使館（英语：Embassy of Canada, Tokyo）
- 柬埔寨大使館
- 希臘大使館
- 古巴大使館
- 瓜地馬拉大使館
- 科威特大使館（日语：駐日クウェート大使館）
- 哥斯大黎加大使館
- 沙烏地阿拉伯大使館

- 聖馬利諾大使館
- 牙買加大使館
- 敘利亞大使館
- 新加坡大使館
- 辛巴威大使館
- 瑞士大使館
- 瑞典大使館
- 蘇丹大使館
- 西班牙大使館
- 斯里蘭卡大使館（日语：駐日スリランカ大使館）
- 斯洛伐克大使館
- 斯洛維尼亞大使館
- 大韓民國大使館
- 中華人民共和國大使館
- 智利大使館
- 德國大使館
- 多明尼加大使館
- 奈及利亞大使館
- 尼加拉瓜大使館
- 挪威大使館
- 海地大使館
- 巴基斯坦大使館
- 巴拿馬大使館
- 巴布亞新幾內亞大使館
- 巴林大使館

- 匈牙利大使館
- 斐濟大使館
- 菲律賓大使館
- 芬蘭大使館（日语：駐日フィンランド大使館）
- 巴西大使館（日语：駐日ブラジル大使館）
- 法國大使館
- 委內瑞拉大使館
- 白俄羅斯大使館
- 貝里斯大使館
- 波札那大使館
- 玻利維亞大使館
- 宏都拉斯大使館
- 馬達加斯加大使館
- 馬拉威大使館（日语：駐日マラウイ大使館）
- 密克羅尼西亞大使館
- 莫三比克大使館（日语：駐日モザンビーク大使館）
- 摩洛哥大使館
- 寮國大使館
- 賴比瑞亞大使館
- 立陶宛大使館
- 羅馬尼亞大使館
- 俄羅斯大使館（俄语：Посольство России в Японии）
- 台北駐日經濟文化代表處

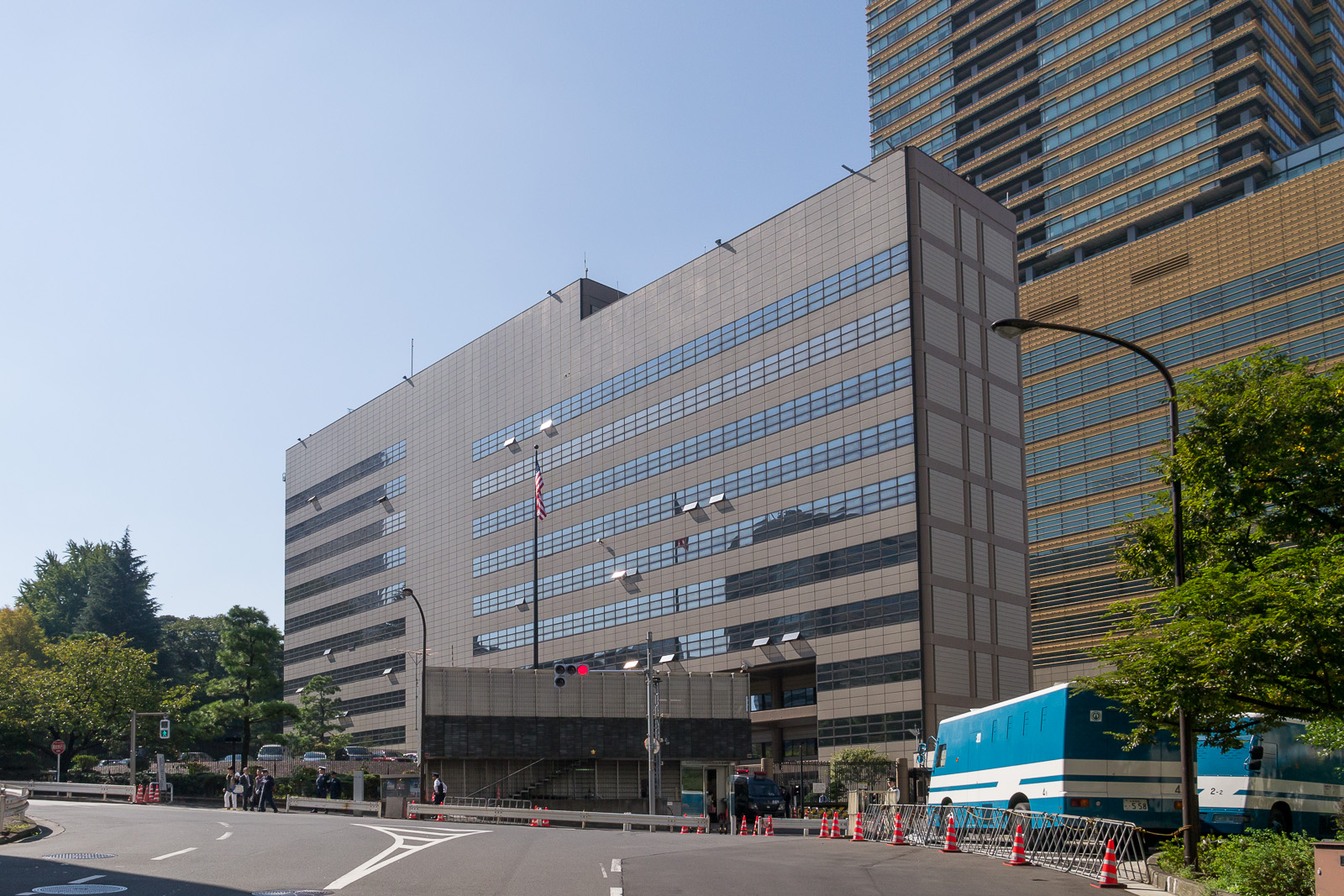
美國大使館
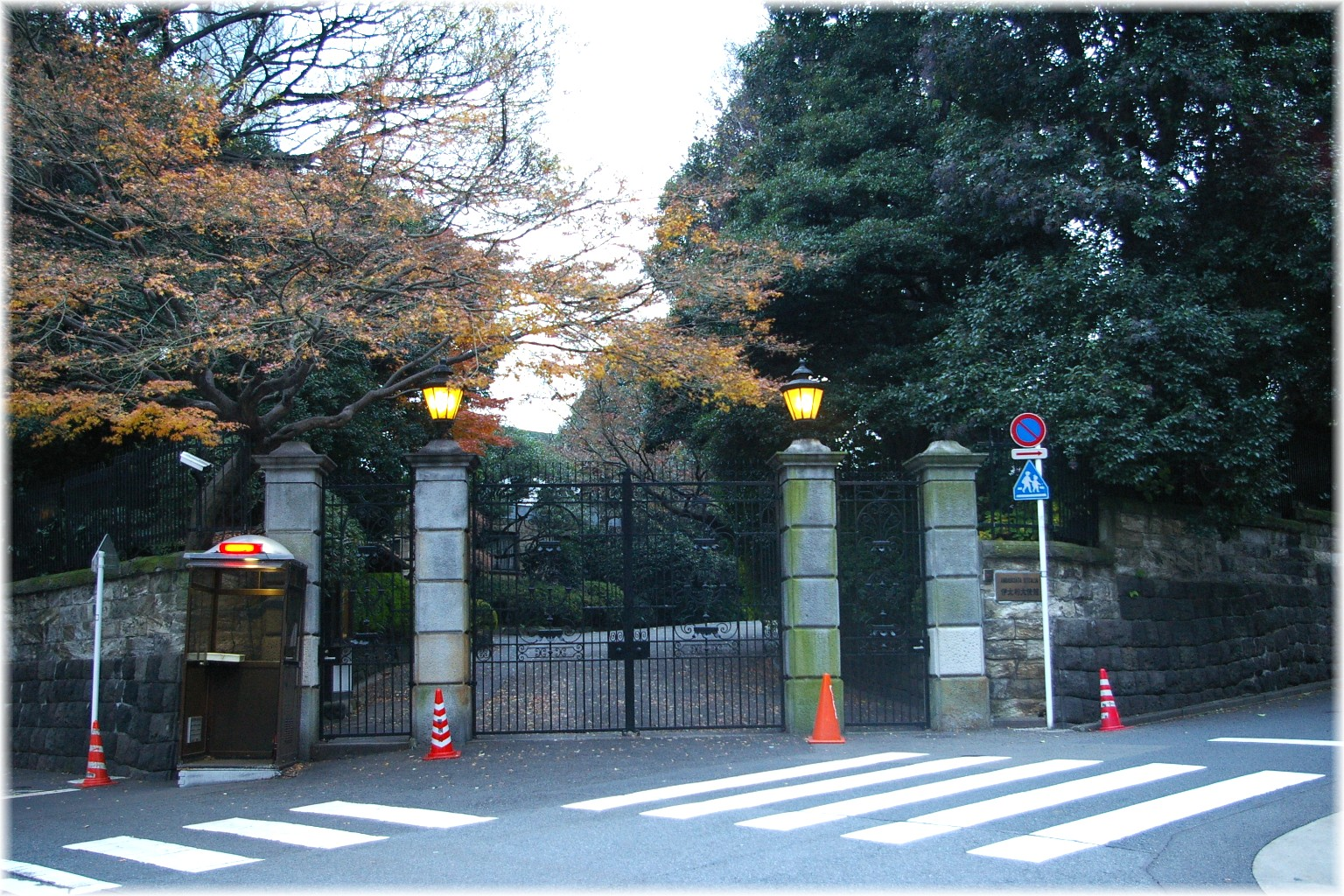
義大利大使館
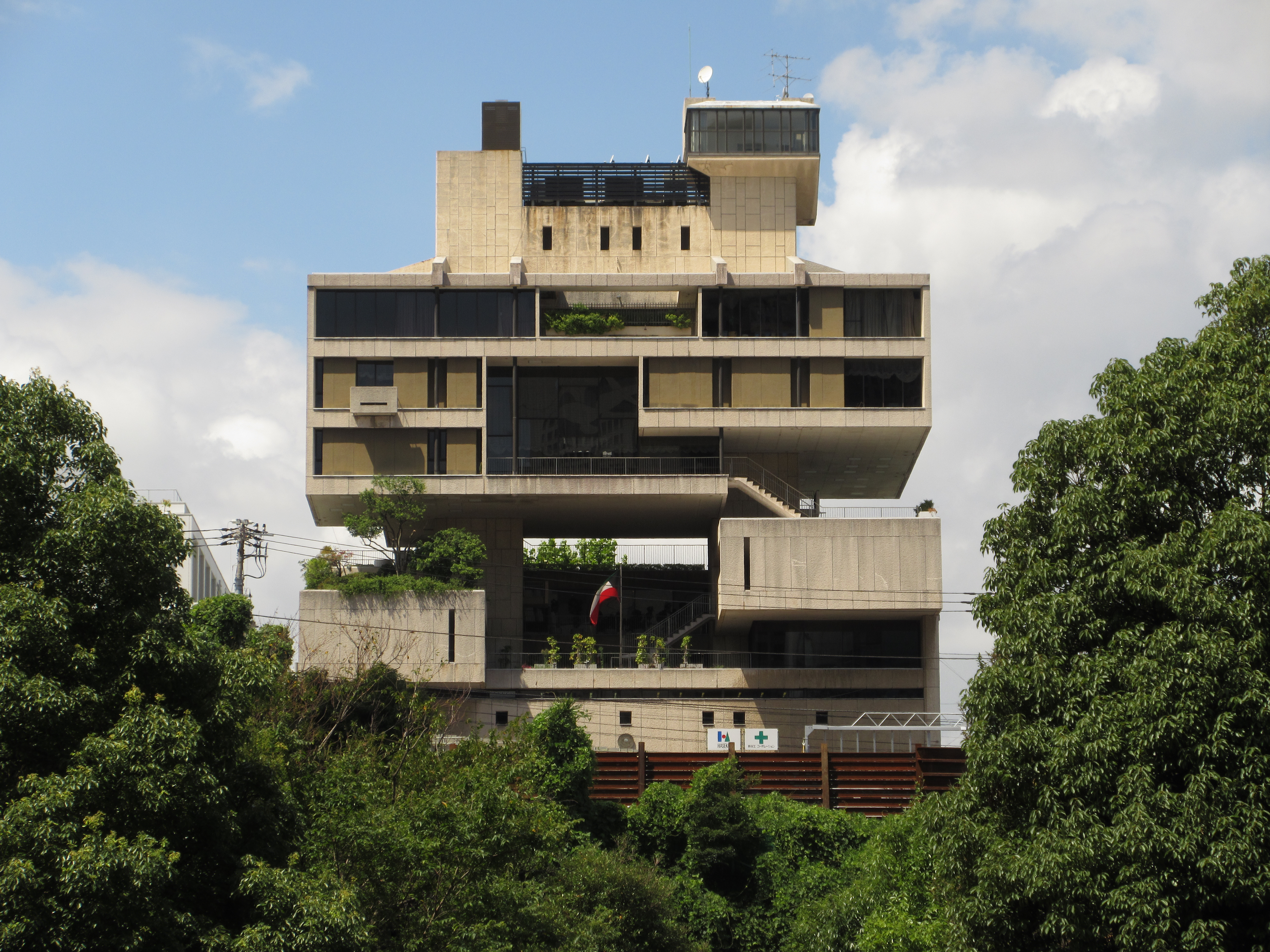
科威特大使館（日语：駐日クウェート大使館）
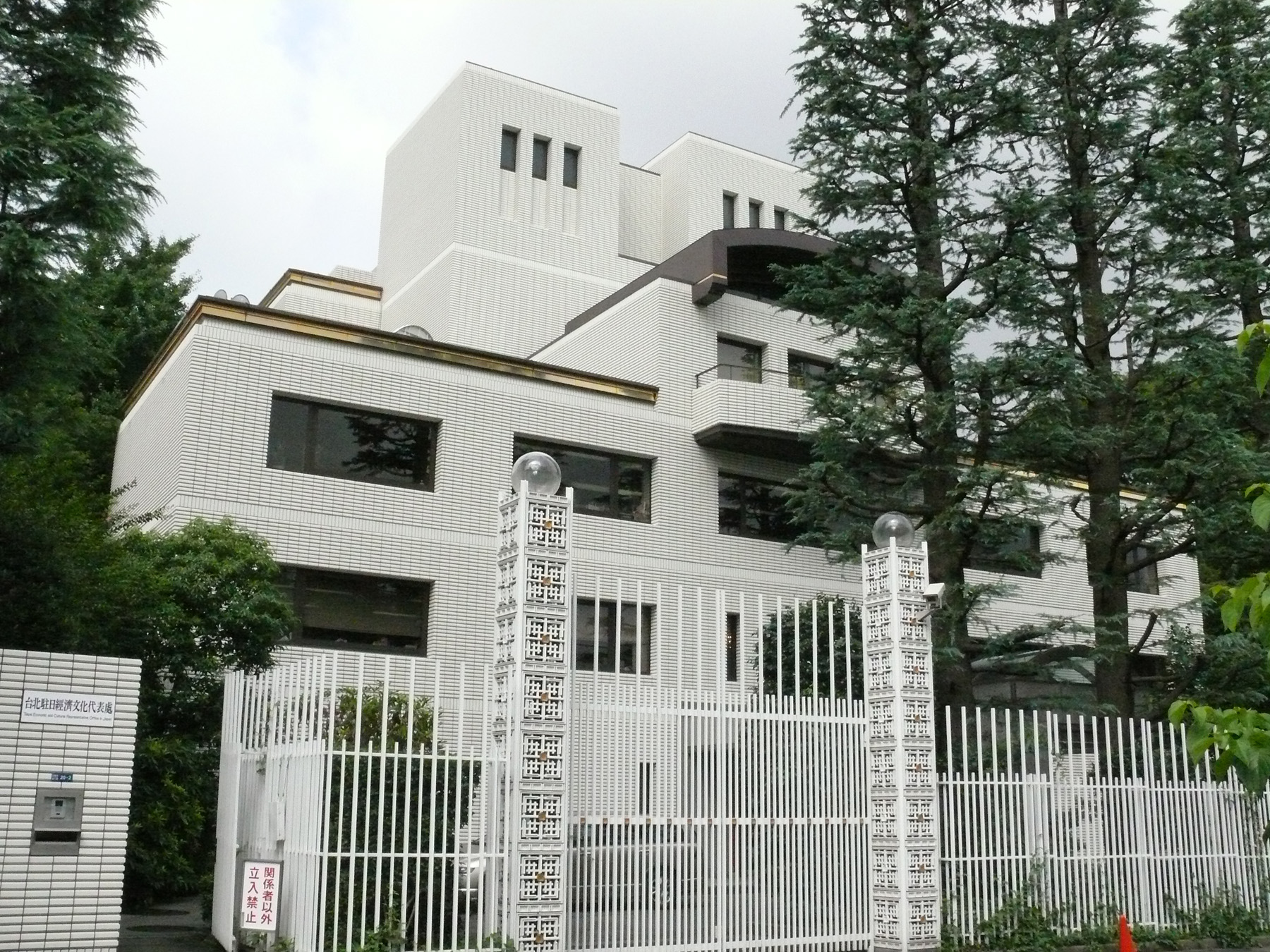
台北駐日經濟文化代表處
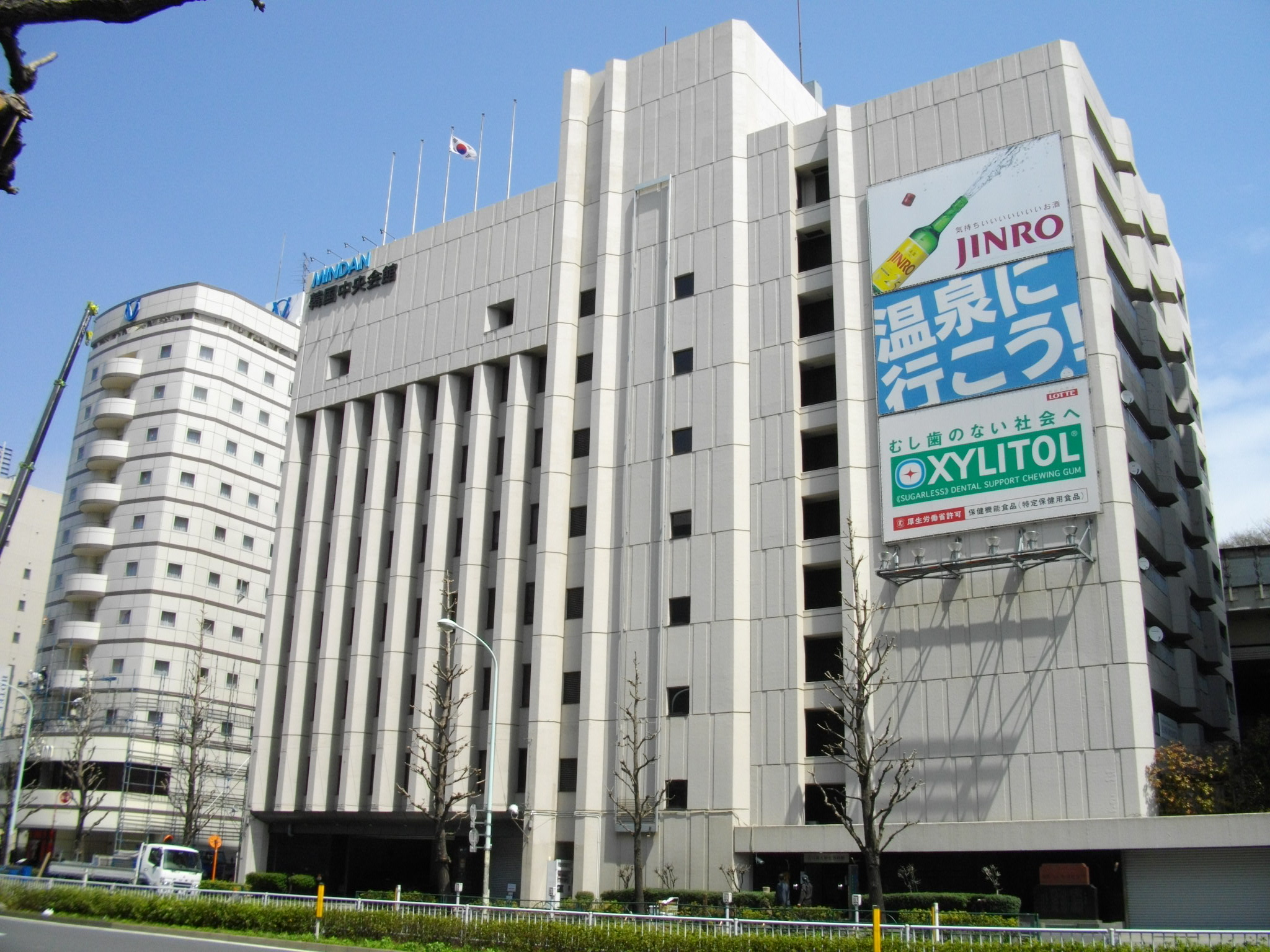
在日本大韓民國民團中央本部（韓國中央會館）

#### 領事館
- 吉里巴斯名譽總領事館
- 圖瓦盧名譽總領事館
- 馬其頓名譽總領事館
- 模里西斯名譽總領事館（商船三井内）

#### 僑社
- 在日本大韓民國民團中央本部

### 國際機關
- 東南亞各國聯合貿易投資觀光促進中心

### 牌照
港區屬品川編號（東京運輸支局本廳舎）。
品川編號區域
- 中央區、千代田區、港區、品川區、目黑區、大田區、世田谷區、澀谷區與島嶼部 （页面存档备份，存于）。

### 有線電視區域
- JCN港區新宿（日语：ジェイコム港新宿）（區内全域）

## 交通

### 道路
港區與其他地區比較，廣幅員的幹線道路十分齊備。
一般道路
- 國道15號 / 第一京濱
- 東京都道409號日比谷芝浦線 / 日比谷通
- 東京都道301號白山祝田田町線 / 愛宕通
- 國道1號 / 櫻田通
- 東京都道415號高輪麻布線
- 東京都道412號霞關澀谷線 / 六本木通
- 東京都道413號赤坂杉並線 / 赤坂通
- 國道246號 / 青山通
- 東京都道405號外濠環狀線 / 外堀通
- 東京都道319號環狀三號線 / 外苑東通、環狀三號線
- 東京都道418號北品川四谷線 / 外苑西通

高速道路
- 首都高速道路都心環狀線
- 首都高速道路2號目黑線
- 首都高速道路1號羽田線
- 首都高速道路11號台場線
- 首都高速道路灣岸線

### 铁路
東部有山手線行走，與淺草線並行。目黑方向至白金高輪站的線路有三田線與南北線。
東西方向有大江戶線與銀座線通過。另外，本區西北部有千代田線與半藏門線運行。日比谷線於本區東北部至西南部縱斷通過。另外，中央本線的四谷站 - 信濃町站間的隧道一部分掠過元赤坂（赤坂御用地）。
東海旅客鐵道（JR東海）
- 東海道新幹線：品川站

東日本旅客鐵道（JR東日本）
- 山手線：新橋站 - 濱松町站 - 田町站 - 高輪Gateway站 - 品川站
- 京濱東北線：新橋站 - 濱松町站 - 田町站 - 高輪Gateway站 - 品川站
- 東海道線：新橋站 - 品川站
- 橫須賀·總武快速線：新橋站 - 品川站

東京地下鐵
- 銀座線：表參道站 - 外苑前站 - 青山一丁目站 - 赤坂見附站 - 溜池山王站 - 虎之門站 - 新橋站
- 丸之內線：赤坂見附站
- 日比谷線：廣尾站 - 六本木站 - 虎之門Hills站 - 神谷町站
- 千代田線：表參道站 - 乃木坂站 - 赤坂站
- 半藏門線：表參道站 - 青山一丁目站
- 南北線：白金台站 - 白金高輪站 - 麻布十番站 - 六本木一丁目站 - 溜池山王站

東京都交通局（都營地下鐵）
- 淺草線：高輪台站 - 泉岳寺站 - 三田站 - 大門站 - 新橋站
- 三田線：白金台站 - 白金高輪站 - 三田站 - 芝公園站 - 御成門站
- 大江戶線：青山一丁目站 - 六本木站 - 麻布十番站 - 赤羽橋站 - 大門站 - 汐留站

京濱急行電鐵
- 京急本線：泉岳寺站 - 品川站

百合鷗
- 東京臨海新交通臨海線（百合鷗號）：新橋站 - 汐留站 - 竹芝站 - 日之出站 - 芝浦埠頭站 - 御台場海濱公園站 - 台場站

東京單軌電車
- 東京單軌電車羽田機場線：濱松町站

### 巴士
- 全區幾乎都由都營巴士經營。主要路線為都01系統（新橋站 - 六本木 - 澀谷站）、RH01系統（六本木新城 - 澀谷站）、都06系統（新橋站 - 麻布十番 - 澀谷站）、田87系統（田町站 - 北里研究所前 - 澀谷站）等。此外，東98系統（東京站丸之内南口 - 赤羽橋站 - 魚籃坂下 - 目黑站 - 等等力操車所）由東急巴士經營。
- 過去的田70系統（田町站東口 - 一之橋 - 六本木 - 權田原 - 新宿站）自2004年10月1日起由港區社區巴士「ちぃばす」（營運單位：Fuji Express）運行。車資100元，田町線（田町站東口 - 赤羽橋 - 麻布十番 - 六本木ヒルズ）、赤坂線（六本木ヒルズ→赤坂見附站→六本木ヒルズ循環）2線開始運行。
- 2010年3月24日起，芝、麻布、青山、高輪、芝浦港南4路線開始運行。

### 海上

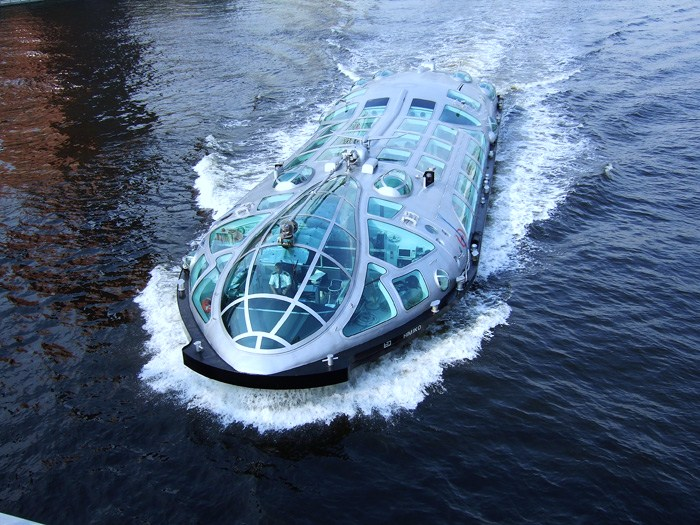
東京都觀光汽船ヒミコ

港區面東京灣，除了日之出與竹芝等客船總站，港南、芝浦也是主要流通基地。另有往御台場與隅田川的水上巴士。
- ZEAL
- 東京都觀光汽船
- 東京都公園協會
- 東海汽船
- Sealine Tokyo
- Tokyo Bay Cruise VINGT ET UN

## 消防
- 東京消防廳
  - 芝消防署（新橋6-18-15）特別救助隊、救急隊1
    - 芝浦出張所（海岸3-4-14）特別消火中隊、無救急隊
    - 三田出張所（三田2-15-53）救急隊1

  - 麻布消防署（元麻布3-4-42）特別消火中隊、救急隊1
    - 飯倉出張所（東麻布1-30-5）救急隊無

  - 赤坂消防署（南青山2-16-9）特別消火中隊、救急隊1
    - 新町出張所（赤坂6-17-6）特別消火中隊、無救急隊

  - 高輪消防署（白金2-4-12）特別消火中隊、救急隊1
    - 三光出張所（白金5-12-11）無救急隊
    - 港南出張所（港南5-8-34）救急隊1
    - 二本榎出張所（高輪2-6-17）無救急隊

## 文化、藝術
區內有以赤穂浪士墓所聞名的泉岳寺、德川家的菩提寺增上寺等寺所，而過去作為江戶郊區，區內也留下許多各大名的下屋敷。
國内外知名交響樂團演奏會場地三得利音樂廳位於本區，此外還有三得利美術館、國立新美術館、東京都庭園美術館、根津美術館等多座美術館。

### 博物館、美術館

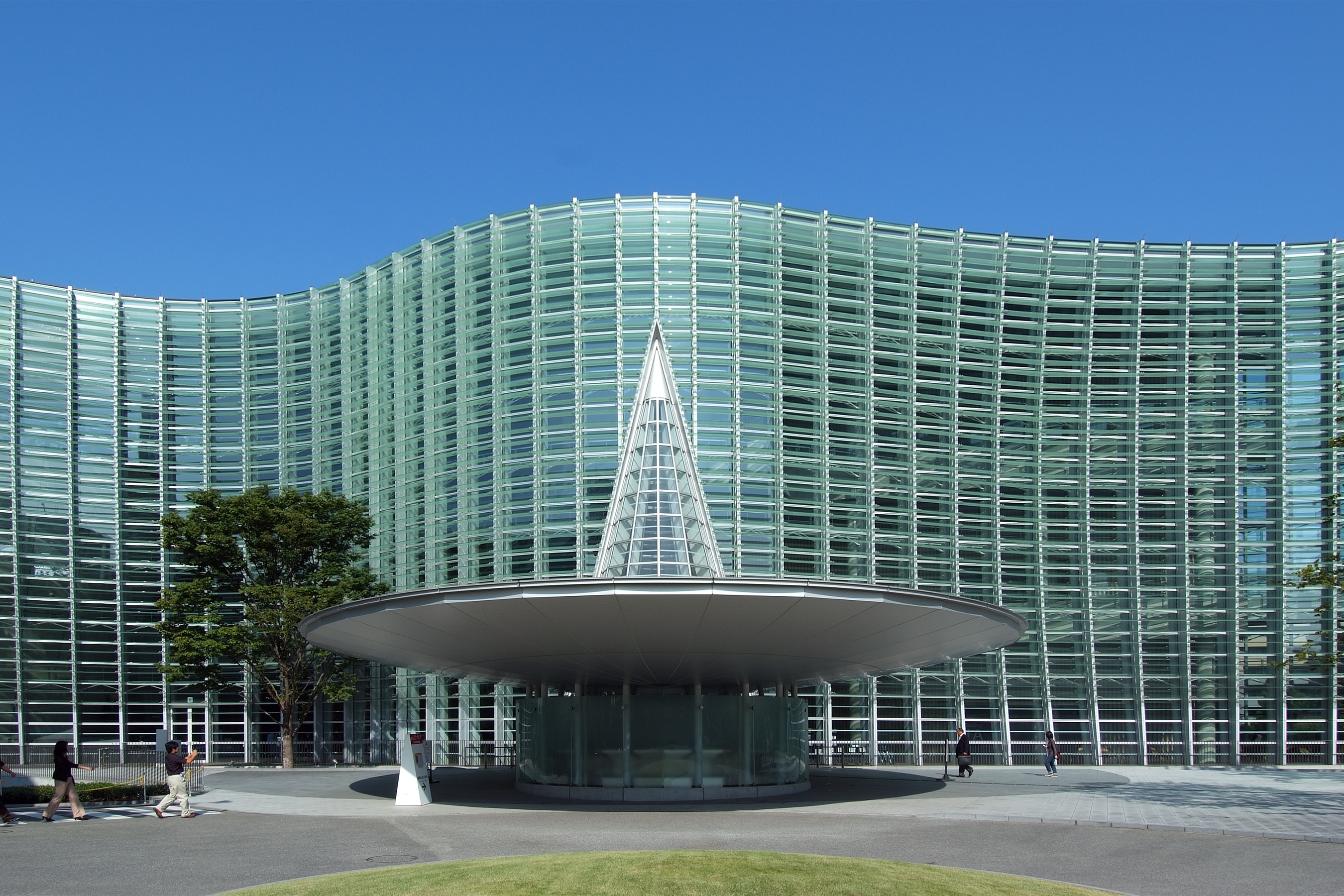
國立新美術館

- 三得利美術館
- 國立新美術館
- 東京都庭園美術館
- 根津美術館

### 公園

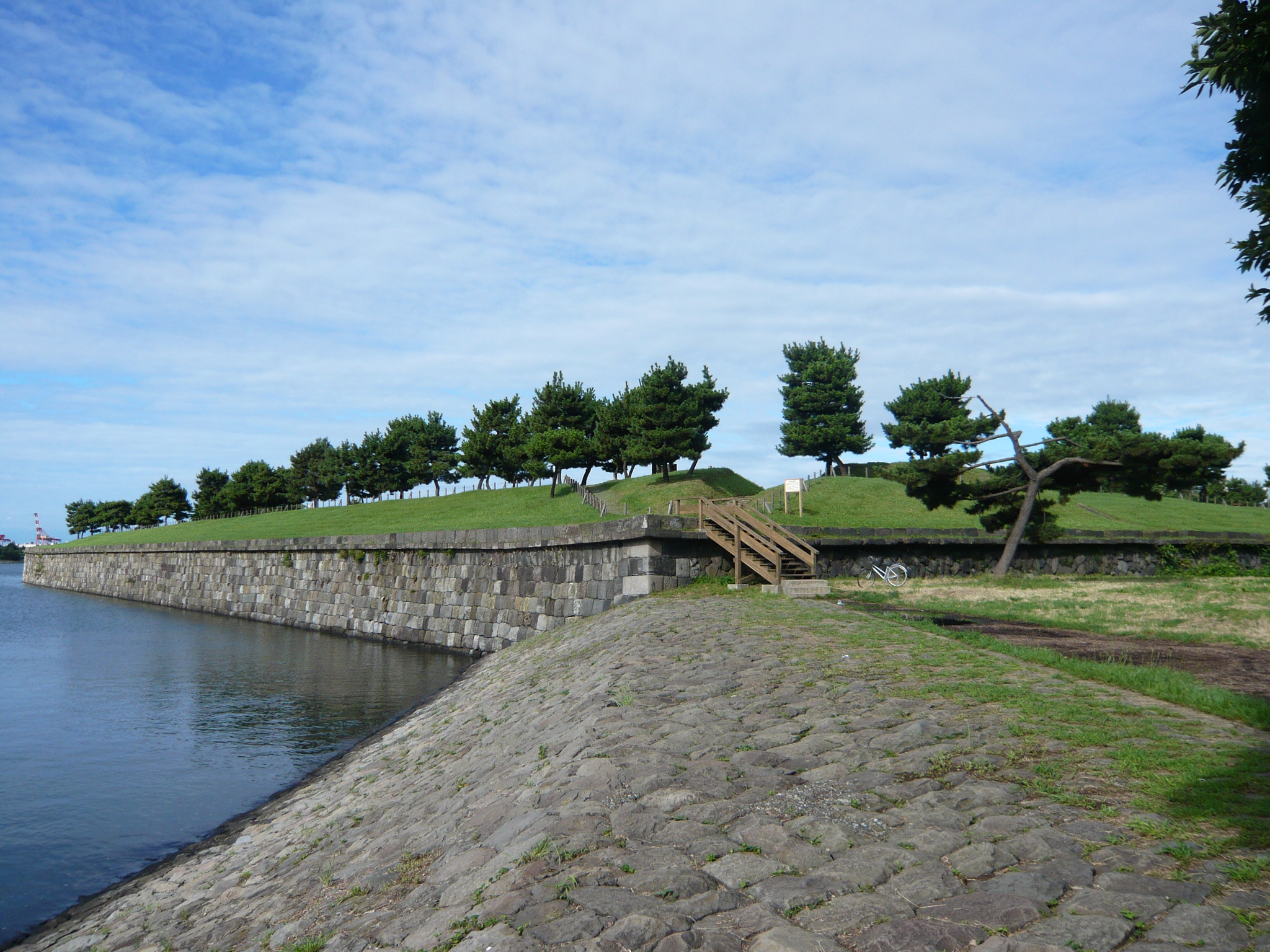
台場公園

- 芝公園
- 舊芝離宮恩賜庭園
- 台場公園
- 有栖川宮紀念公園
- 三田台公園
- 自然教育園
- 御台場海濱公園

### 音樂廳

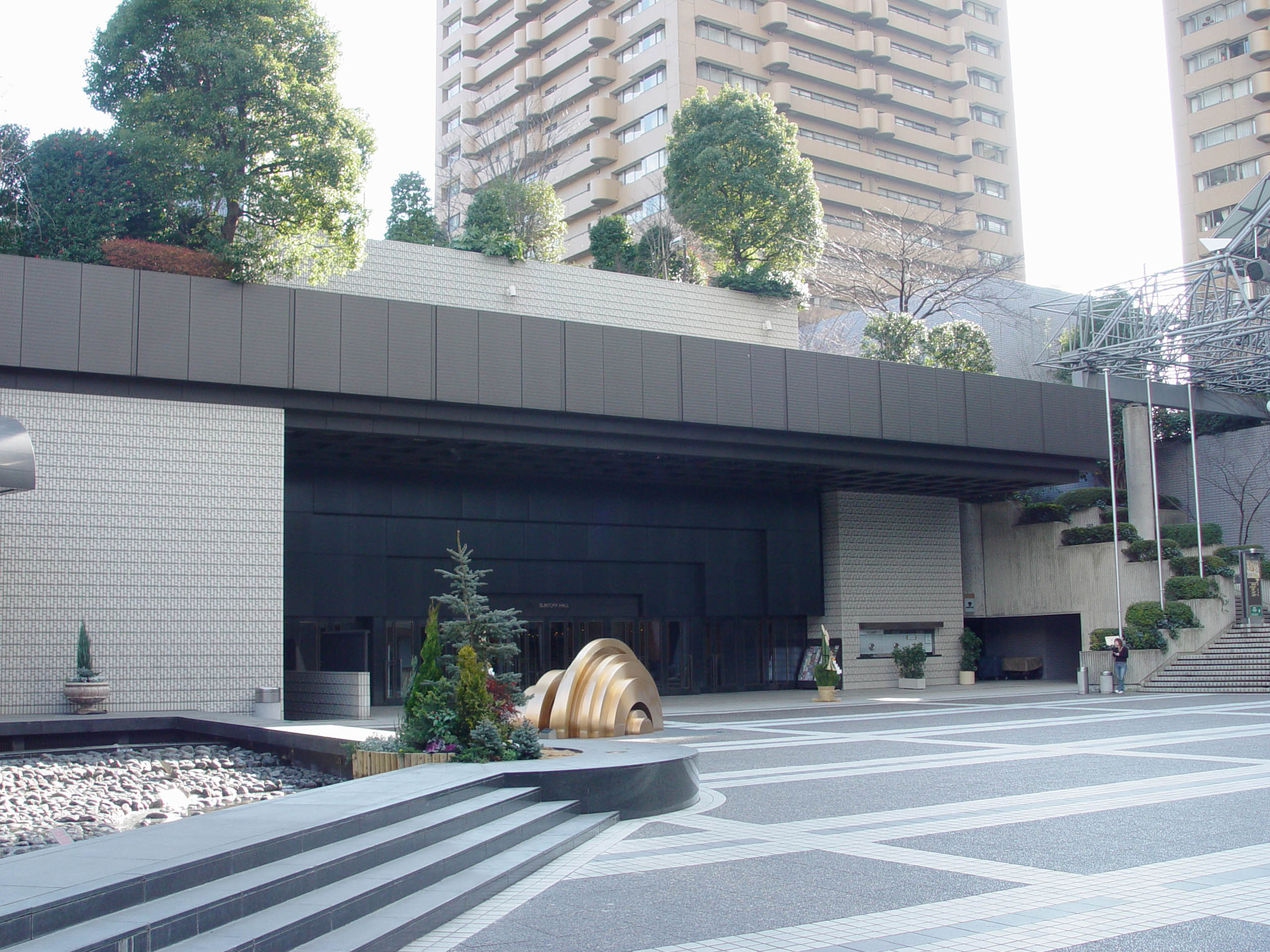
三得利音樂廳

- 三得利音樂廳
- 赤坂BLITZ

### 體育設施
- 國立霞丘競技場
  - 秩父宮橄欖球場

### 圖書館
- 東京都立中央圖書館

### 名所、史蹟、文化財

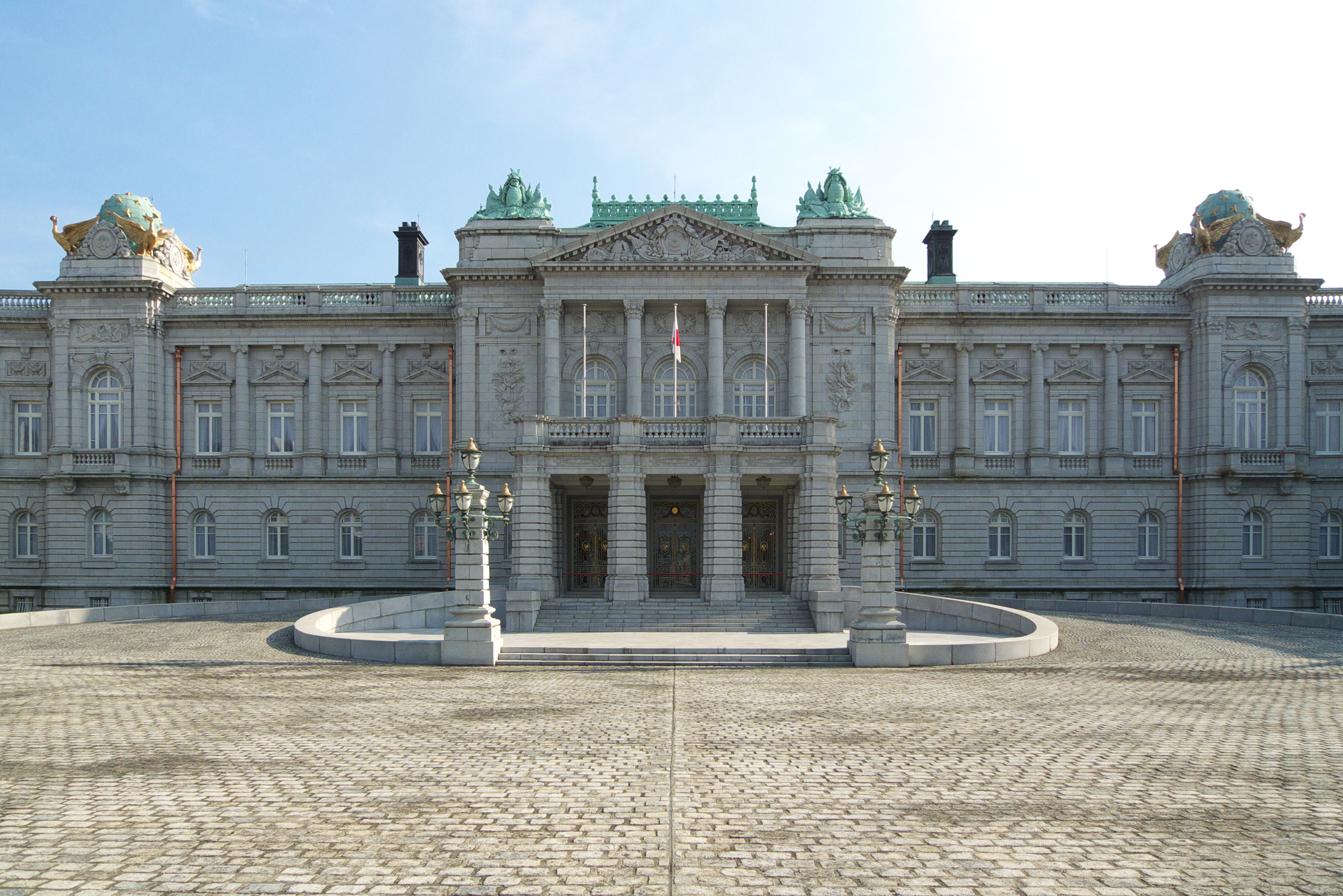
赤坂迎賓館

- 青山靈園
- 赤坂御用地
  - 迎賓館
  - 東宮御所
- 增上寺
- 東京鐵塔
- 彩虹大橋
- 自由女神像
- 泉岳寺

## 飯店旅館

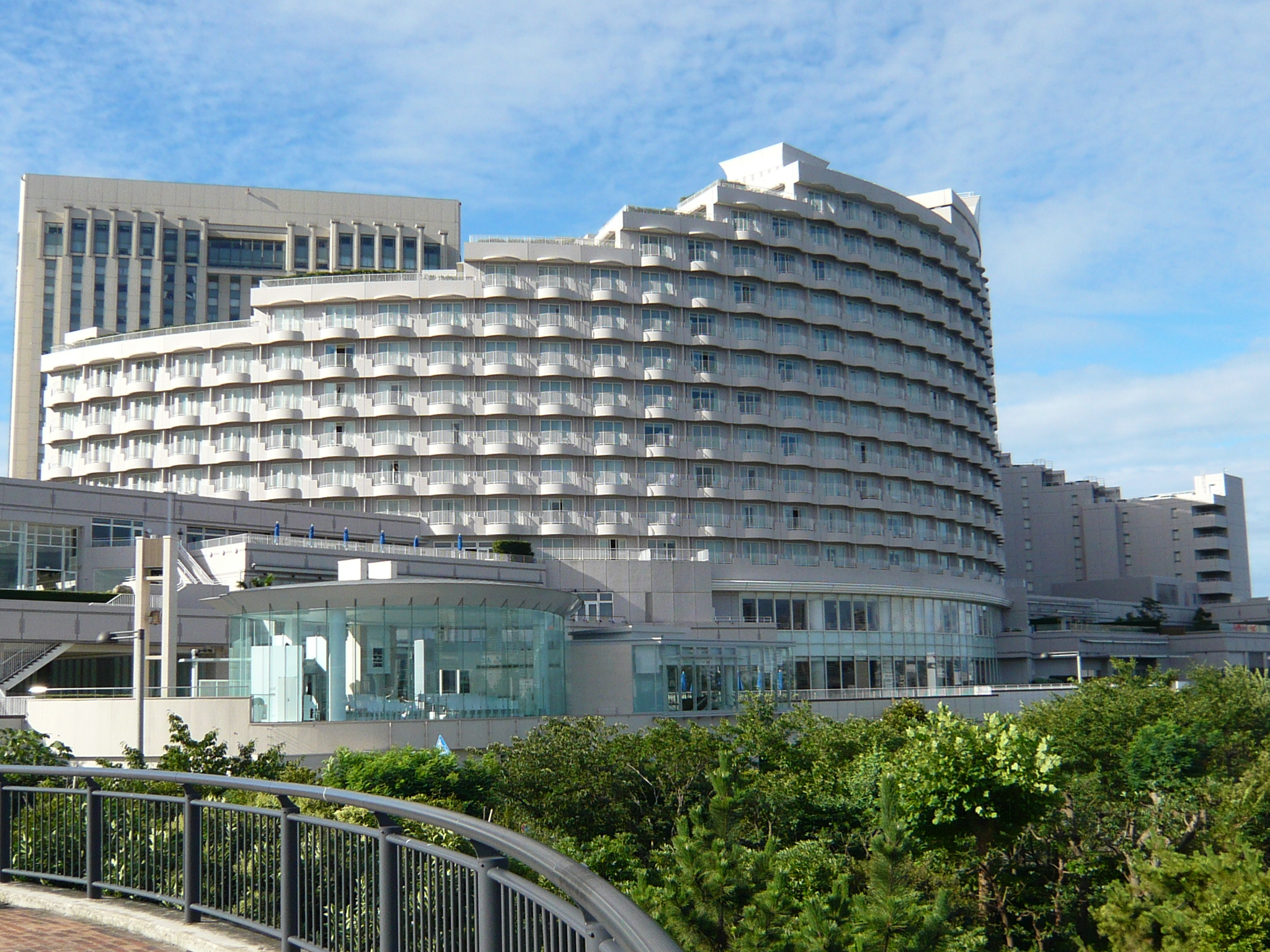
東京日航酒店

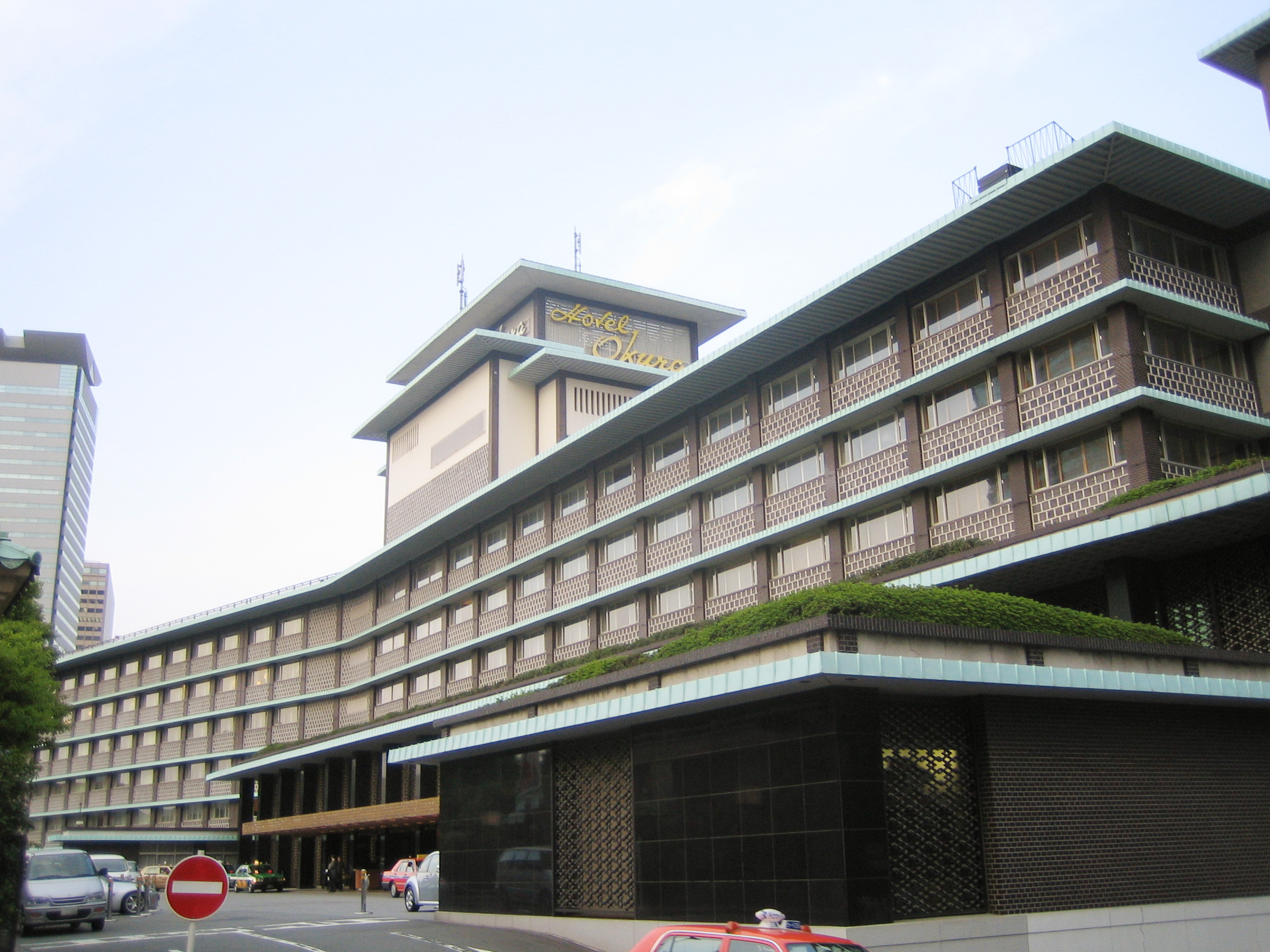
東京大倉飯店

- 台場格蘭太平洋大酒店（ホテルグランパシフィック・ル・ダイバ）（台場）
- 東京日航酒店（ホテル日航東京）（台場）
- Hotel JAL City Tamachi Tokyo（ホテルJALシティ田町 東京）
- 東京大倉飯店（ホテルオークラ東京）（虎之門）
- 東京全日空洲際酒店（ANAインターコンチネンタルホテル東京）（舊「東京全日空酒店」、赤坂方舟之丘：溜池山王）
- 東京王子大飯店（東京プリンスホテル）（芝公園）
- 東京君悅酒店（グランドハイアット東京）（六本木新城）
- 東京麗思卡爾頓酒店（ザ・リッツ・カールトン東京）（東京中城：赤坂）
- 東京港麗酒店（コンラッド東京）（汐留）
- Hotel Ibis Roppongi（ホテルアイビス六本木]）
- 國際文化會館
- 天宇飯店（セレスティンホテル）
- Hotel Villa Fontaine ROPPONGI（ホテルヴィラフォンテーヌ六本木）
- Hotel Villa Fontaine ROPPONGI Annex（ホテルヴィラフォンテーヌ六本木アネックス）
- Hotel Villa Fontaine TAMACHI（ホテルヴィラフォンテーヌ田町）
- 竹芝Azur酒店（ホテルアジュール竹芝）
- 東京喜來登都酒店（シェラトン都ホテル東京）（白金台）
- 芝公園飯店（芝パークホテル）（濱松町）

## 教育

### 大學
國立
- 東京大學（醫科學研究所）
- 東京海洋大學（品川校區）
- 東京工業大學（田町校區）
- 政策研究大學院大學（六本木校區）

私立
- 北里大學（白金校區）
- 慶應義塾大學（三田校區、芝共立校區）
- 芝浦工業大學（芝浦校區、専門職大學院MOT校區）
- 東海大學（高輪校區）
- 東京慈惠會醫科大學 （西新橋校區）
- 東洋英和女學院大學（僅大學院）
- 明治學院大學（白金校區）
- 金澤工業大學（僅大學院、東京虎之門校區）

美國賓州州立
- 天普大學日本分校

### 專修學校
私立
- 讀賣理工醫療福祉專門學校
- 聖心女子專門學校
- 慈惠看護專門學校
- 聖德大學幼兒教育專門學校
- 音響藝術專門學校
- 好萊塢美髮美容專修學院（ハリウッドビューティ専門学校）
- 青山服裝學院（青山ファッションカレッジ）
- TAKARA美容專門學校

### 高等學校
國立
- 東京工業大學附屬科學技術高等學校

都立
- 東京都立芝商業高等學校
- 東京都立三田高等學校
- 東京都立六本木高等學校

私立（含中高一貫校）
- 麻布中學校、高等學校
- 慶應義塾女子高等學校
- 芝中學校、高等學校
- 頌榮女子學院中學校、高等學校
- 廣尾學園中學校・高等學校
- 聖心女子學院中等科・高等科
- 正則高等學校

- 高輪中學校、高等學校
- 東海大學附屬高輪台高等學校、中等部
- 東京女子學園中學校、高等學校
- 東洋英和女學院中學部、高等部
- 普連土學園中學校、高等學校
- 明治學院高等學校
- 山脇學園中學校、高等學校

### 中學校
區立
- 港區立青山中學校
- 港區立赤坂中學校
- 港區立朝日中學校
- 港區立御成門中學校
- 港區立港南中學校

- 港區立港陽中學校
- 港區立高陵中學校
- 港區立高松中學校
- 港區立六本木中學校
- 港區立三田中學校

私立
- 慶應義塾中等部

### 小學校
區立
- 港區立青山小學校
- 港區立赤坂小學校
- 港區立赤羽小學校
- 港區立麻布小學校
- 港區立御成門小學校
- 港區立笄小學校
- 港區立港南小學校
- 港區立港陽小學校
- 港區立三光小學校
- 港區立芝小學校

- 港區立芝浦小學校
- 港區立白金小學校
- 港區立神應小學校
- 港區立青南小學校
- 港區立高輪台小學校
- 港區立東町小學校
- 港區立御田小學校
- 港區立南山小學校
- 港區立本村小學校

私立
- 聖心女子學院初等科
- 東洋英和女學院小學部

### 各種學校
私立
- 東京國際學校(IB認定校:4-14歳)
- 西町國際學校(WASC認定校:5-15歳)

### 特別支援學校
都立
- 東京都立港特別支援學校

## 經濟
許多大企業與外資企業將總部設於本區。

### 本社設立於此的企業
| - 化學、能源、金屬 - 三菱化學 - 三井化學 - 昭和電工 - 宇部興産 - 橫濱橡膠 - 富士軟片控股 - JX日礦日石能源 - 昭和殼牌石油 - 科斯莫石油 - 東京瓦斯 - JX控股 - 住友金屬礦山 - 昭和電線控股 - 優妮嬌盟（ユニ・チャーム） - 日本板硝子 - 食品相關 - 紀文食品 - 森永製菓 - 森永乳業 - 三得利食品 - 養樂多本社 - Nikka Whisky - 東洋水產 - 日本煙草產業 - Cook Foods - 貝諾亞（Benoist） - 綠藻工業（Chlorella） - 日本Subway - 虎屋 - RIDE ON EXPRESS - 音樂相關 - Epic Records Japan - Ki/oon Music - 日本索尼音樂娛樂 - Being - 日本EMI音樂 - Victor Entertainment - 波麗佳音 - 日本古倫美亞 - 環球音樂 - 日本華納音樂 - 愛貝克思 - DREAMUSIC - HARAYA MUSIC ENTERPRISE - BMB - 廣告代理 - 電通 - 傳創社 - 博報堂 - TBWA博報堂 - 通信、IT - 日本微軟 - Canon Marketing Japan - eAccess - EMOBILE - a2network - WILLCOM - SoftBank Telecom - SOFTBANK MOBILE - 雅虎日本 - 三菱UFJ信託系統（三菱UFJトラストシステム） - NTTPC Communications - NTT COMWARE - NTT Software - NTT Resonant（goo） - LDH - 富士通個人系統（富士通パーソナルズ） - WebMoney - 丸紅Telecom - 電器製造商 - 索尼 - 東芝 - 昕芙旎雅（シンフォニア テクノロジー）（舊神鋼電機） - 日本電氣 (NEC) - 富士通 - 日本IBM - 日本三星 - 富士全錄 - 沖電氣工業 - 矢崎總業 | - 汽車製造商 - 三菱自動車工業 - 本田技研工業 - 日本戴姆勒 - 日本賓利 - 日本哈雷 - 汽車零售商 - 東京豐田汽車 - Tokyo Toyopet - Netz Toyota Tokyo - 機械製造商、建設會社 - 三菱重工業 - 小松製作所 - 酒井重工業 - 東京機械製作所 - 清水建設 - 鹿島建設 - 大林組 - 西松建設 - 安藤建設 - 關電工 - 長谷工公司 - NTT設施（NTTファシリティーズ） - 國內金融 - 富國信賴生命保險（フコクしんらい生命保険） - 東京都民銀行 - NTT金融（NTTファイナンス） - 日本Master Trust信託銀行 - NIS集團 - 東京之星銀行 - 外資系金融 - 安聯 - 高盛 - 雷曼兄弟 - 摩根史坦利 - 瑞士信貸集團 - 德意志銀行 - 穆迪 - 電視台 - 日本電視台 - 朝日電視 - TBS電視 - 東京電視 - 富士電視 - 商社 - 伊藤忠商事 - 双日 - 住金物產 - 兼松 - Cornes & Co - 日本大昌華嘉（DKSHジャパン） - 日立先端科技（日立ハイテクノロジーズ） - 岡田商事 - SINANEN（シナネン） - 經紀公司 - 傑尼斯事務所 - Burning Production - Yellow Cab - 研音集團 - AVILLA - Sigma Seven - 運輸、服務 - 日本通運 - 商船三井 - 川崎汽船 - 京濱急行電鐵 - 全日本空輸 - JALPAK - 森大廈 - YANASE - Expedia - 歐力士 - 東海汽船 - SEALINE東京 |

### 大眾媒體

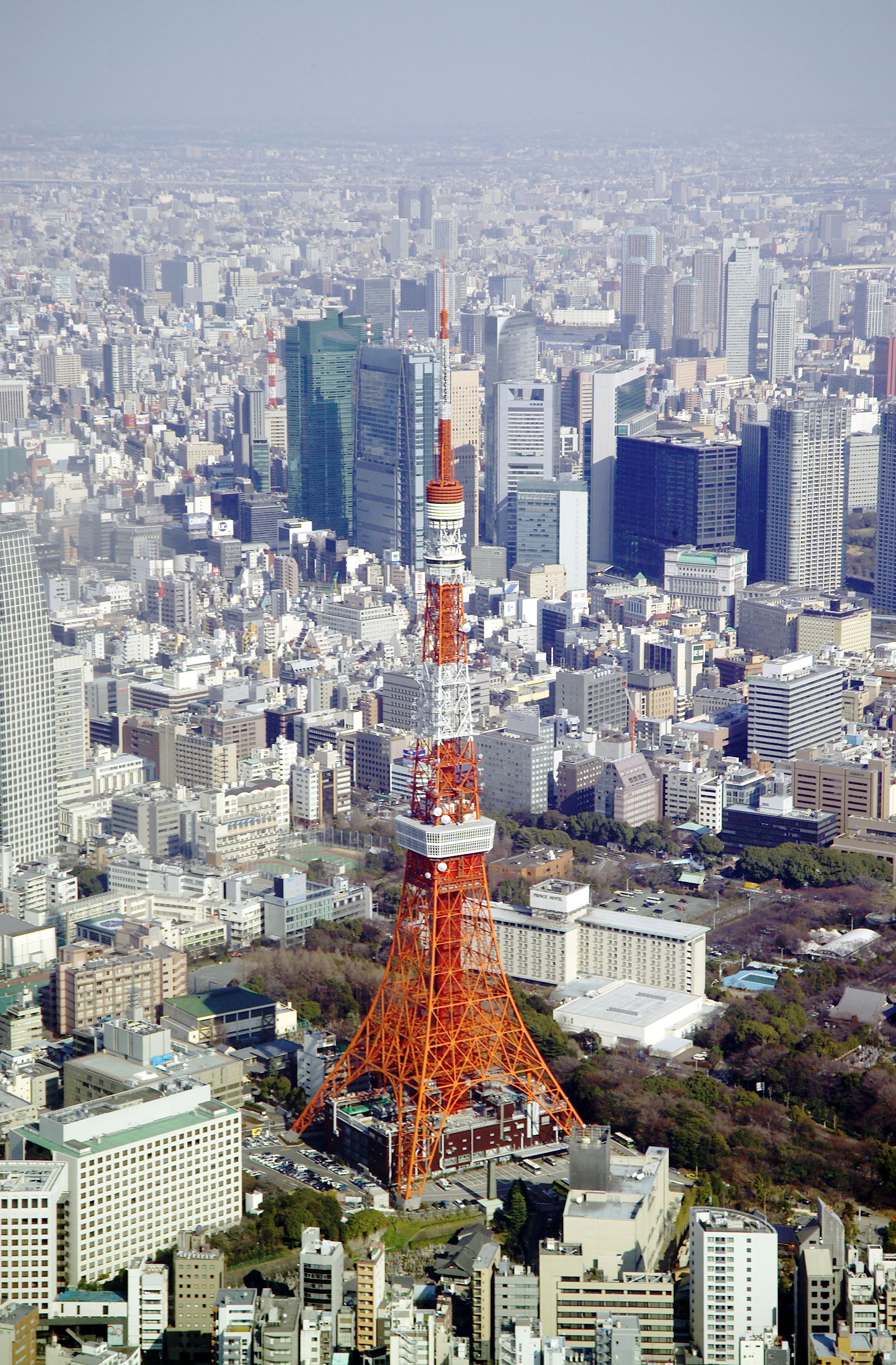
東京鐵塔與港區

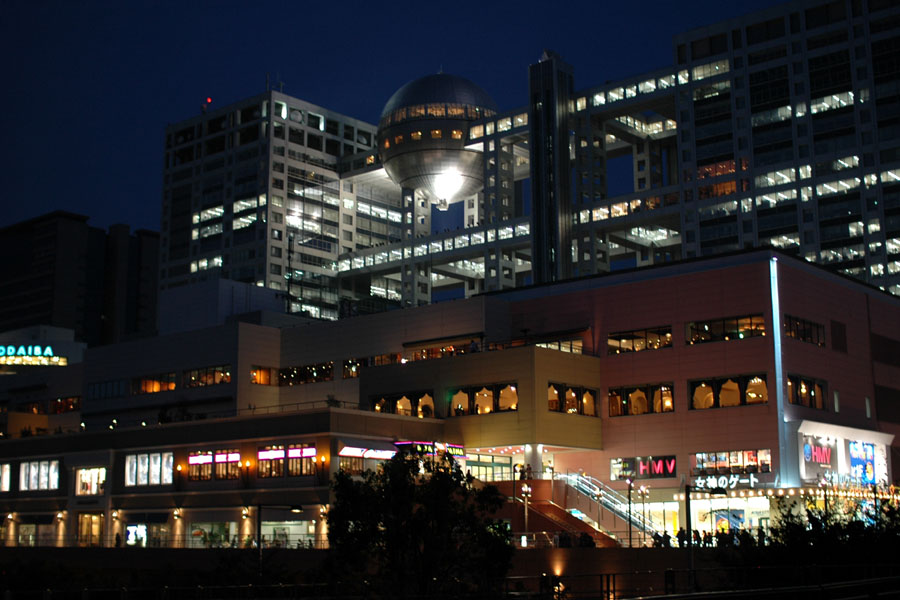
富士電視本社大樓

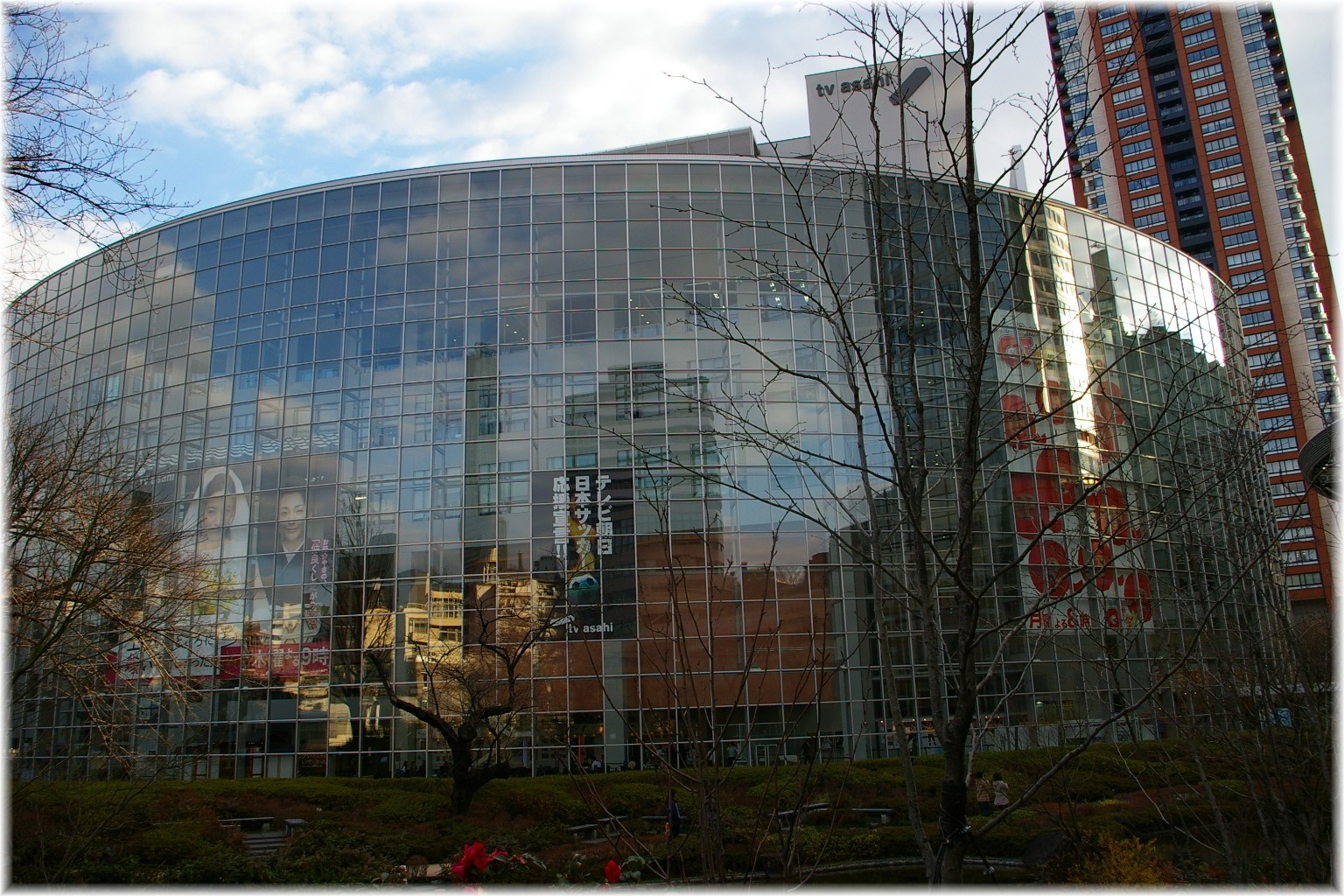
朝日電視本社大樓

#### 廣播事業者
東京鐵塔位於港區，因此許多廣播業者將總部設於區內，其中日本五大商業電視網的核心局全位於此。
電視廣播（地面電視）
- 日本電視台（汐留）
- 朝日電視台（六本木）
- TBS電視台（赤坂）
- 東京電視台（虎之門 → 六本木）
- 富士電視台（台場）

電視廣播 （衛星電視）
- BS-TBS （赤坂）
- BS东视（虎之門 → 六本木）
- BS富士 （台場）
- WOWOW （元赤坂）
- STAR CHANNEL （麻布台）

電台廣播
- TBS電台 （赤坂）
- 文化放送 （濱松町）
- RF日本電台 （麻布台）- 實際為東京支社，但具有本社（總公司）的機能。
- 日經廣播電台 （赤坂）
- J-WAVE （六本木新城）

#### 其他
通信社
- 共同通信社

新聞社
- 報知新聞社
- 日本時報

書店、出版社
- 德間書店
- 日經BP社（日语：日経BP）

### 複合商業設施
- AQUA_CiTY台場
- 汐留SIO-SITE
- 六本木新城
- 方舟之丘（アークヒルズ）
- 東京中城
- 赤坂Sacas
- DECKS Tokyo Beach（デックス東京ビーチ）
  - Joypolis（東京ジョイポリス）

## 出身的知名人士

### 居住者
- 安達謙蔵 - 政治家。南麻布
- 足立正 - 實業家・日商會頭。西麻布
- 足立壽惠雄 - 實業家。南麻布
- 安倍晉太郎 - 政治家。六本木
- 荒木貞夫 - 軍人、陸軍大將。南青山
- 鈴木竹雄 - 商法學者。南麻布
- 堤康次郎 - 實業家。南麻布
- 東條英機 - 軍人、首相、陸軍大將。南青山
- 橋本龍太郎 - 政治家、首相。南麻布
- 廣田弘毅 - 政治家、首相。西麻布
- 松方正義 - 首相。
- 山本五十六 - 軍人、海軍大將。南青山
- 山本卯太郎 - 橋梁技術者。芝公園
- 金丸信 - 前自民黨副總裁。元麻布2丁目
- 堤義明 - コクド前會長。西麻布4丁目
- 堤猶二 - 王子大飯店前社長。西麻布4丁目

### 虛構出身人物
- 貓廣志 - 藝人。六本木（虛構出身地）。實際是千葉縣市原市
- DJ OZMA - 歌手。六本木（虛構出身地。第57回NHK紅白歌合戰表示「東京都六本木出身」）。實際是千葉縣南房總市

### 出身者

#### 皇室
- 昭和天皇 - 第124代天皇。
- 悠仁親王 - 秋篠宮文仁親王第一男子。
- 皇太子德仁親王妃雅子

#### 政治家
- 石橋湛山 - 前首相。高輪
- 水野賢一 - 眾議院議員。現住千葉縣佐倉市。

#### 學者
- 吳文聰 - 統計學者
- 吳秀三 - 精神医學者
- 鶴見俊輔 - 哲學者
- 隅谷三喜男 - 經濟學者
- 湯川秀樹 - 1949年諾貝爾物理學獎得主，首位日本人諾貝爾獎得主

#### 文化人
- 青山二郎 - 美術評論家、古董鑑定家、裝訂家。麻布
- 入江相政 - 侍從長、隨筆作家
- 大内延介 - 棋士、初代棋王
- 大海赫 - 作家。新橋
- 北杜夫 - 作家。南青山
- 小森和子 - 電影評論家。赤坂
- 澁澤龍彦 - 作家。高輪
- 瀧廉太郎 - 作曲家。西新橋
- 夏目房之介 - 漫畫專欄作家。高輪
- 西又葵 - 插畫家。
- 牧口雄二 - 電影導演、製作人。麻布
- 松本隆 - 作詞家。麻布
- 牛山 - 美容家。六本木
- 山口瞳 - 小說家。麻布
- 橫井福次郎 - 漫畫家。芝

#### 播報員
- 小林美穗子 - 前中京電視放送播報員
- 味方冬樹 - KAIENTAI-DOJO所屬Ring Announcer
- 吉川圭一- 福井放送播報員

#### 藝人
- 黒柳徹子 - 藝人、演員
- 櫻井翔 - 演員、歌手、藝人
- 篠田三郎 - 演員
- 鈴木麻里子 - 聲優、旁白。
- 關根勤 - 藝人
- 藥師丸博子 - 演員。北青山
- 淺田美代子 - 藝人
- 谷山毅 - 童星
- 瑪莉葉 - 時尚模特兒、藝人

#### 運動選手
- 黑尾重明 - 職業棒球選手。麻布
- 邪道 - 職業摔角選手
- 西竹一 - 西男爵 / 洛杉磯奧運馬術金牌、陸軍大佐。西麻布
- 橋戶信 - 業餘棒球選手、新聞記者
- 百田光雄 - 職業摔角選手
- 山崎一夫 - 職業摔角選手
- 八木沼純子 - 職業溜冰選手。卡爾加里冬奧女子花式溜冰代表選手。
- 工藤元司郎 - 自由車選手、自由車評論家
- 木村祐志 - 職業足球選手。
- 高野人母美 - 職業拳擊手、模特兒

#### 其他
- 北野隆興 - 前史丹利電氣（スタンレー電気）社長
- 笹井醇一 - 撃墜王。青山

## 外部連結
- 港區網站（日語）
- 港區網站中文網頁